# Фрольцево (Ярославская область)
Фрольцево — деревня в Любимском районе Ярославской области.
С точки зрения административно-территориального устройства входит в состав Воскресенского сельского округа. С точки зрения муниципального устройства входит в состав Воскресенского сельского поселения.

## Инфраструктура
- Памятник землякам, погибшим в годы Великой Отечественной войны[3]
- Памятник воинам-землякам, погибшим на фронтах Великой Отечественной войны[4]
- Сельский дом культуры[5]
- Пожарное депо[5]
- Площадка для мусорных контейнеров[5]
- Школа[6]
- ФАП[7]
- Автобусная остановка[4]

## География
Граничит с селом Воскресенское.

## Население
Население — 141 человек (2010).

## Известные уроженцы
- Николай Александрович Рытов (1909—1944) — Герой Советского Союза